# Ingrid af Danmark
Ingrid Svendsdatter af Danmark (også stavet Ingerid; 11. århundrede – efter 1093) var en dansk prinsesse og en norsk dronning, gift med kong Olav 3. Kyrre af Norge.
Ingrid Svensdatter var datter af den danske konge, Svend Estridsen. Det er ikke kendt, hvilken af hendes fars hustruer eller concubiner, der var Ingrids Moder.
Hun blev gift med Olav Kyrre i 1067 i et arrangeret ægteskab, der var en del af fredsaftalen mellem Danmark og Norge. Hun blev dronning af Norge samme år. For yderligere at styrke alliancen blev Olav Kyrres halvsøster, Ingegerd Haraldsdatter, giftet bort til Ingrids bror, den danske Kong Oluf Hunger.
Ingrid Svendsdatter var Olav Kyrres officielle gemalinde og dronning. Vi er ikke i besiddelse af megen information om hverken hendes personlighed eller hendes handlinger som dronning. Ingrid og Olav fik ingen børn. Efter Olavs død i 1093 flyttede enkedronningen Ingrid, ifølge en ubekræftet tradition, til Sogn hvor hun angiveligt giftede sig med Svein Brynjulfsson af Aurland. Sammen fik de angiveligt en datter ved navn Hallkattla. Hun lader her til at have trukket sig tilbage fra offentligheden, og der er intet, der indikerer, at hun spillede nogen politisk rolle efter sin første mands død.